# Lissonota carbonaria
Lissonota carbonaria là một loài tò vò trong họ Ichneumonidae.